# Henri Laurent
Henri Albert Fernand Laurent (Loiret, Beaulieu-sur-Loire, 1881. április 1. – Charente-Maritime, La Rochelle, 1954. február 14.) olimpiai bronzérmes francia vívómester.
A második nyári olimpián, az 1900. évi nyári olimpiai játékokon, Párizsban indult vívásban, két versenyszámban: tőrvívásban, mely csak vívómestereknek volt kiírva, és egy másik párbajtőrvívás, amin indulhattak amatőrök is. Az előbbiben versenyszámban bronzérmes lett, az utóbbiban 5. helyen végzett.